# Осада Вены (1529)
Оса́да Ве́ны (нем. Wien's Belagerungen) — первая попытка войск Османской империи захватить столицу Австрийского эрцгерцогства Вену. Неудача осады ознаменовала конец стремительной экспансии Османской империи в Центральную Европу; тем не менее ещё целых 150 лет продолжались ожесточённые столкновения, достигшие своего апогея в 1683 году, когда произошла Венская битва.

## Предыстория
В августе 1526 года османский султан Сулейман I разгромил в Мохачской битве войска венгерского короля Лайоша II Ягеллона. После этого под власть турок попала южная часть Венгрии. Однако эрцгерцог Австрийский Фердинанд I Габсбург, брат императора Священной Римской империи Карла V, выдвинул свои претензии на венгерский трон. Его жена Анна была родной сестрой погибшего бездетным Лайоша II. Однако Фердинанду удалось добиться признания только в западной части Венгрии, а на северо-востоке страны у него появился конкурент — Янош Запольяи, которого Сулейман I признал королём Венгрии и своим вассалом. Фердинанд I также был провозглашён королём Венгрии и захватил Буду, однако в течение последующих двух лет турки отбили у него все завоёванные венгерские земли.

## Султан готовится к вторжению

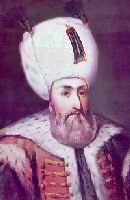
Сулейман I

Весной 1529 года Сулейман собрал в Болгарии мощную армию. Он намеревался взять Венгрию под полный контроль и ослабить силы братьев Габсбургов. Численность его войск составила не менее 120 000 человек. Помимо янычарских полков, в османскую армию вошли молдавские и сербские части. Командование армией Сулейман принял на себя, и в апреле он назначил своего великого визиря, бывшего греческого раба Ибрагима-пашу, сераскиром и дал ему право отдавать приказы от имени султана.
Турецкие войска выступили в поход 19 мая 1529 года, но с самого начала обстоятельства сложились против них. В ту весну шли особенно сильные дожди, в Болгарии началось наводнение, и вода размыла дороги. В грязи увязло множество пушек и верблюдов, которых пришлось бросить.
6 августа турки вступили на венгерскую землю. 18 августа к султану явился князь-воевода Трансильвании Янош Запольяи. Он засвидетельствовал Сулейману своё почтение и помог ему отбить у австрийцев несколько крепостей. 8 сентября турки захватили Буду.

## Австрийцы готовятся к обороне
По мере продвижения турок гарнизон Вены готовился к осаде. Австрийцы знали, что турки их не пощадят — они убедились в этом после того, как последние вырезали весь австрийский гарнизон Буды. Фердинанд I срочно выехал в Богемию и попросил помощи у своего брата Карла V. Но тот был втянут в тяжёлую войну с Францией и не мог оказать Фердинанду значительной поддержки. Несколько испанских кавалерийских частей — вот и всё, что Фердинанд получил от брата.
Маршал Австрии Вильгельм фон Роггендорф взял на себя руководство обороной Вены. Своим заместителем он назначил 70-летнего немецкого наёмника — Никласа фон Зальма, отличившегося в битве при Павии (1525). Зальм прибыл в Вену во главе отрядов немецких ландскнехтов и испанских мушкетёров и сразу занялся укреплением городских стен. Он приказал замуровать все четверо городских ворот и укрепить стены, толщина которых в некоторых местах не превышала двух метров. Он также приказал построить земляные бастионы, повелев сносить все дома, мешающие строительству.

## Осада

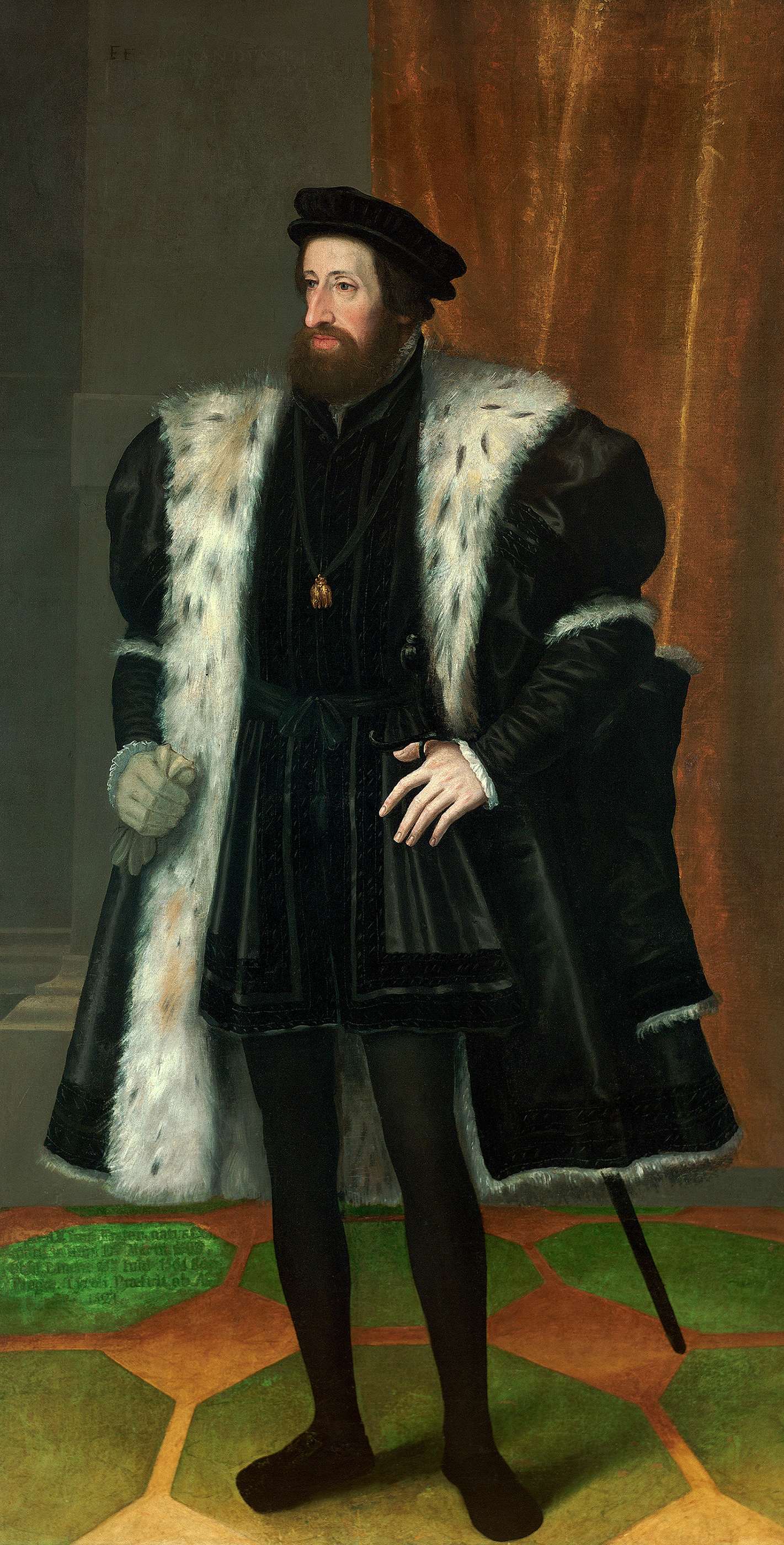
Ганс Боксбергер Старший. Император Фердинанд I Габсбург

Османская армия подошла к стенам Вены в конце сентября. Но положение турок было не из лучших. Европейская природа была против них. На трудном пути в Австрию через весь Балканский полуостров турки потеряли множество тяжёлых пушек, предназначенных для разрушения венских стен. Многие реки вышли из берегов, и дороги оказались размыты. Орудия застревали в грязи и тонули в болотах. Погибли сотни верблюдов, которые везли амуницию, оружие и боеприпасы.
В итоге под Вену турецкая армия подошла значительно ослабленной: в стане турок свирепствовали болезни, многие солдаты были неспособны сражаться. И тем не менее Ибрагим-паша, встав под Веной, послал к осаждённым трёх богато одетых европейцев с предложением сдать город. В ответ Никлас отправил к паше трёх богато одетых мусульман, без какого бы то ни было сообщения, что само по себе было ответом.

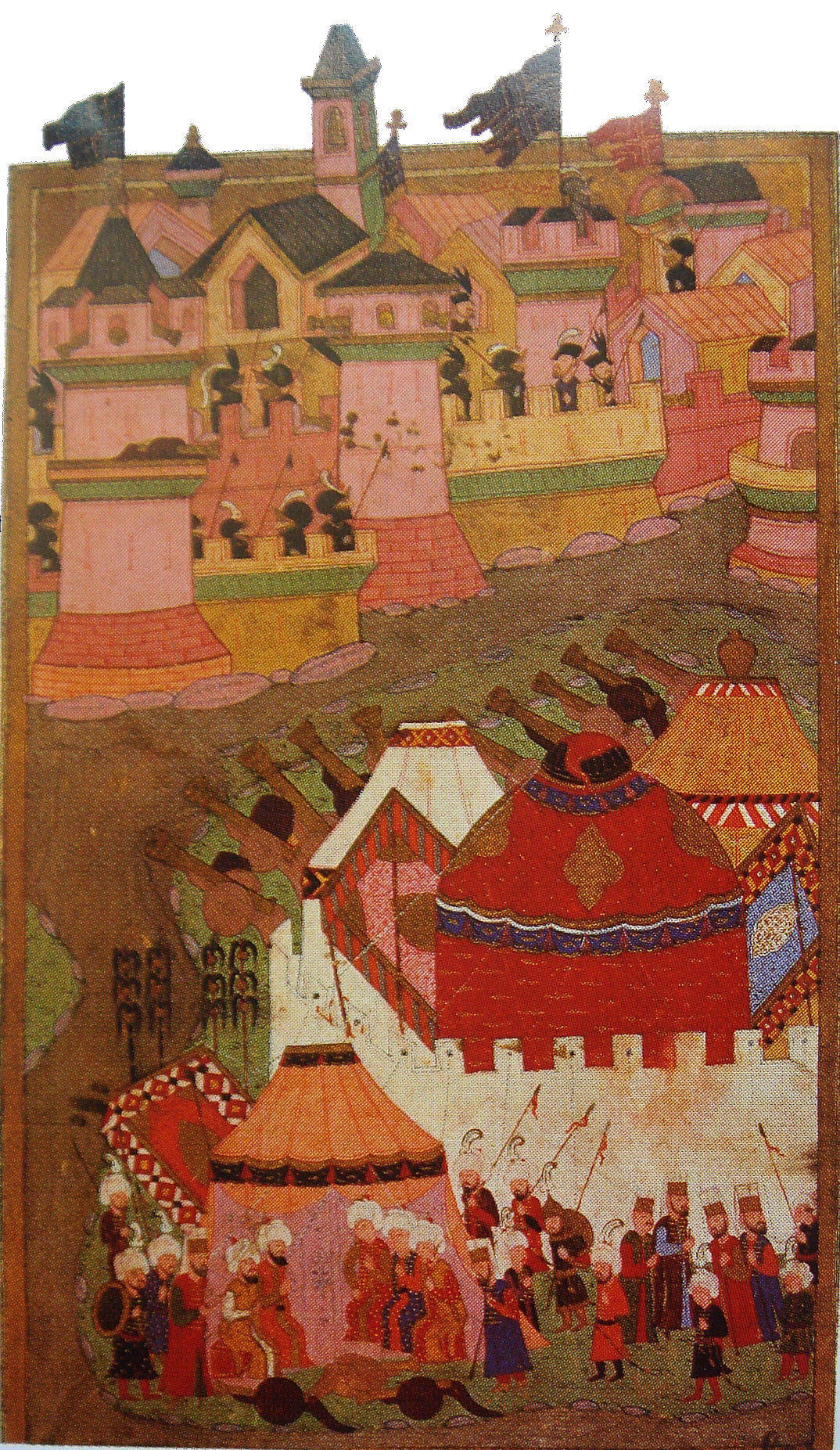
Осада Вены турецкими войсками. Турецкая миниатюра

Началась осада. Турецкая артиллерия всё же принялась разрушать городские стены, но османские пушкари так и не сумели нанести сколько-нибудь значительный вред австрийским земляным укреплениям. Даже лучники турок не смогли нанести осаждаемым большого вреда. Попытки прорыть ходы в город или минные траншеи также закончились полным провалом. Осаждаемые постоянно делали вылазки и срывали рытьё траншей и туннелей, а однажды чуть было не захватили в плен самого Ибрахима-пашу. Они также обнаружили и уничтожили несколько минных ходов, а 6 октября 8 тыс. европейцев совершили крупную вылазку за пределы города и уничтожили множество подземных ходов турок (правда, при отступлении они сами понесли большие потери).
11 октября прошёл особенно сильный ливень. Планы турок взорвать городские стены потерпели полный крах, и их шансы на победу стремительно таяли. У турок заканчивался фураж, росло число дезертиров, заболевших и умерших от лишений и ран. В тяжёлом положении оказались даже янычарские части.
Ибрагиму-паше ничего не оставалось, кроме как отступить. 12 октября он созвал военный совет, на котором предложил предпринять последнюю попытку штурма. В случае успеха он пообещал солдатам увеличить их вознаграждение. Но и этот штурм был отбит. Европейские аркебузиры и пикинёры успешно отбили атаку турок. В ночь на 14 октября осаждённые услышали истошные крики, доносившиеся из вражеского лагеря — турки выреза́ли всех пленных христиан перед отступлением.
Уход турок осаждённые восприняли как чудо. Уже когда турки отступали, повалил необычно ранний для этого времени года снег. Им пришлось бросать амуницию и пушки. Турецкая флотилия на Дунае снова была атакована, и множество турок погибло в мелких стычках на пути домой.

## Заключение мира
После того как Фердинанд согласился передать османам стратегически важную крепость Эстергом, 22 июня между Священной Римской империей и османами был подписан мирный договор. Фердинанд отказывался от претензий на венгерскую корону, сохранив за собою лишь фактически контролируемую Габсбургами часть Венгрии, за которые обязан был выплачивать ежегодно небольшую дань в размере 30 000 дукатов. Контроль на границе между владениями Фердинанда и Запольяи выполнялся османами. Особо унизительным было протокольное приравнивание императора Священной Римской империи Карла V к великому визирю Ибрахиму-паше, а не к главе Османского государства.

## Последствия

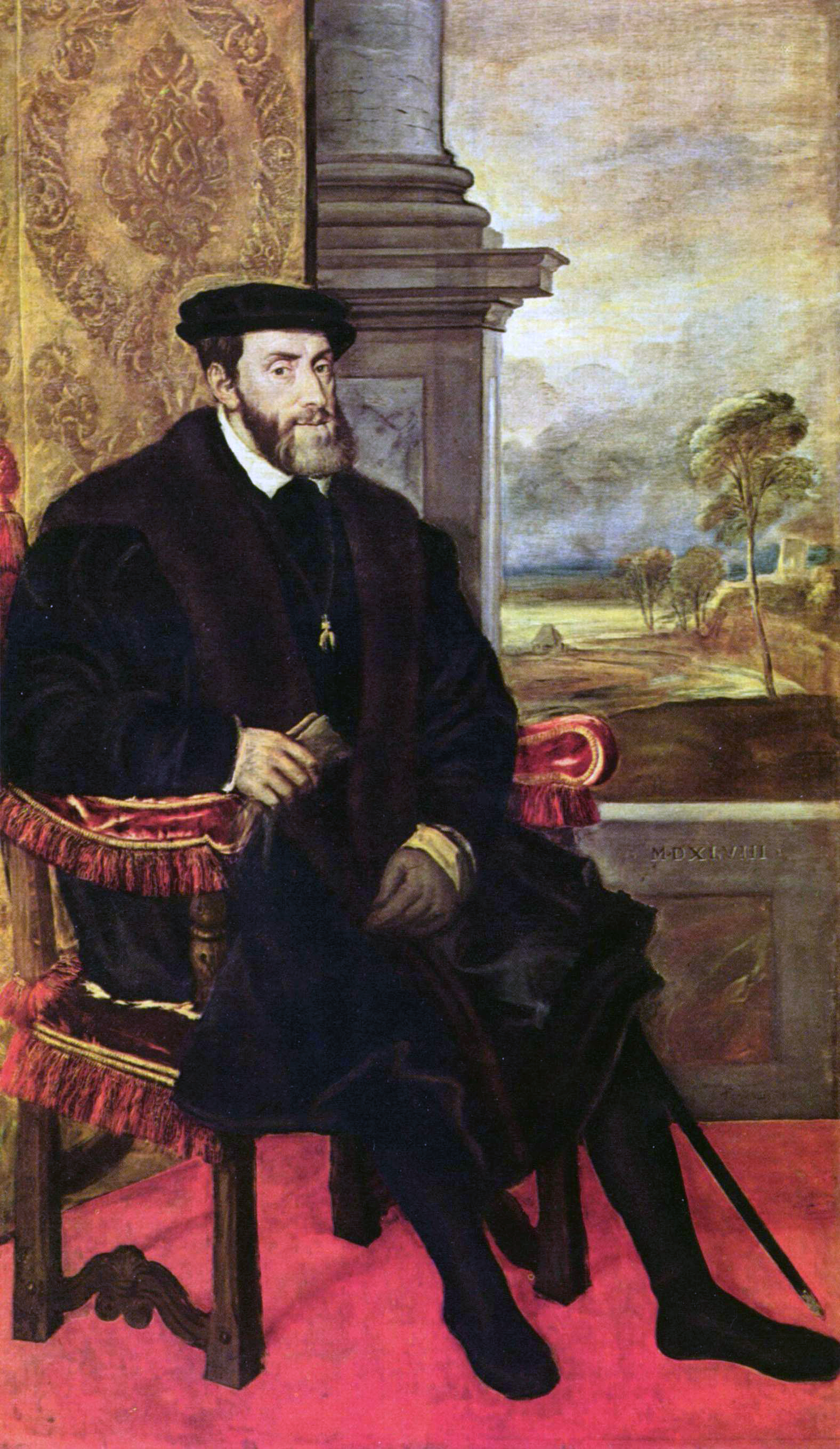
Тициан. Портрет Карла V (1548)

В 1532 году Сулейман I предпринял новый поход. Однако 200-тысячная османская армия задержалась на долгих четыре недели при осаде крепости Кёсег. Время было упущено, надвигалась холодная погода и пытаться снова захватить Вену было уже бесполезно. Имперская армия была собрана в Регенсбурге, и Карл V наконец-то пришёл на выручку брату, выставив 80-тысячное войско. Туркам пришлось отступить, но при этом они сильно разорили Штирию.
Опыт этих двух кампаний показал: туркам не захватить столицу Австрии. Османской армии пришлось возвращаться зимовать в Стамбул, чтобы офицеры могли за зиму набрать в своих поместьях новых солдат.
Отступление войск Сулеймана I не означало их полного поражения. Османская империя сохраняла контроль над южной Венгрией. К тому же турки специально массированно опустошали австрийскую часть Венгрии и значительные территории самой Австрии, Словении и Хорватии, чтобы ослабить ресурсы этих земель и чтобы Фердинанду I было труднее отражать новые нападения. Турки сумели создать буферное марионеточное венгерское государство, которое возглавил Янош Запольяи.
Фердинанд I приказал воздвигнуть памятник на могиле Никласа, графа Зальма — последний был ранен во время последнего турецкого штурма и умер 30 мая 1530 года.
Турецкое вторжение дорого обошлось Европе. Погибли десятки тысяч солдат и множество мирных жителей; тысячи людей были уведены и проданы турками в рабство. Однако эпоха Возрождения стремительно шла вперёд, росла мощь европейских стран, и турки уже больше не могли продвигаться вглубь Центральной Европы.
Тем не менее Габсбургам пришлось подписать в 1547 году с османской Турцией мирный договор, по которому Карлу V «позволялось» править Священной Римской империей «с позволения» султана Сулеймана Великолепного. К тому же Габсбурги вынуждены были некоторое время платить дань туркам.

## В художественной литературе
- Говард Р. И. Тень ястреба. — СПб.: Северо-Запад, 1998. — 464 с. — (Роберт Говард. Собрание сочинений). — 7000 экз. — ISBN 5-7906-0070-0.